# 8 Armia (RFSRR)
8 Armia (ros. 8-я армия) − jedna z armii radzieckich w okresie wojny domowej w Rosji 1917−1921. Armia została utworzona 26 września 1918 i funkcjonowała do 20 marca 1920.

## Dowódcy
- Wsiewołod Czerniawin (26 września − 1 grudnia 1918)
- Władimir Gittis (1 grudnia 1918 − 23 grudnia 1918)
- Michaił Tuchaczewski (24 stycznia − 15 marca 1919)
- Tichon Chwiesin (15 marca − 8 maja 1919)
- Władimir Lubimow (8 maja − 2 lipca 1919)
- Władimir Sieliwaczow (14 sierpnia − 19 września 1919)
- Andriej Ratajski (3 lipca − 12 października 1919)
- Grigorij Sokolnikow (12 października 1919 − 20 marca 1920)